# Alan Snow
Alan Snow (* 1959 in Kent, England) ist ein englischer Kinderbuchautor und Illustrator. Er ist vor allem bekannt für seinen 2005 erschienenen Roman Here Be Monsters!, der 2014 unter dem Titel Die Boxtrolls auch erfolgreich verfilmt wurde.
Snow studierte Modedesign und Illustration am Salisbury College of Art in der Grafschaft Wiltshire. Nach dem College arbeitete er in einer Reihe von unterschiedlichen Berufen, bevor er schließlich hauptsächlich Bücher illustrierte sowie an Design und Illustration von Computerspielen und Animationsfilmen arbeitete. Seitdem illustrierte er über 160 Kinderbücher und war an der Gestaltung eines Wissenschaftsmuseums für Kinder in Japan beteiligt.
Snow veröffentlichte 2005 den Roman Here Be Monsters!, den er mit über 500 Zeichnungen auch selbst illustrierte. Der Roman umfasst 544 Seiten und wurde später auch in drei Bänden veröffentlicht, von denen in Deutschland nur die beiden ersten zwei Bände erschienen. Die Die Monster von Rattingen (engl. Ratbridge Chronicles), die alle in der fiktiven viktorianischen Stadt Rattingen (engl. Ratbridge) spielen, in deren Untergrund die Boxtrolls leben. Der Roman entwickelte sich zu einem Bestseller und wurde 2014 von dem Trickfilmstudio Laika verfilmt.

## Werke (Auswahl)
- Machines, cars, boats, and airplanes (1989)
Eva Bobzin (Übersetzer): Autos, Trecker, Laster und Maschinen (1990)
- My First Encyclopedia
Eva Hämmerle (Übersetzer): Meine erste Enzyklopädie (1991)
- My First Atlas (1991)
Eva Hämmerle (Übersetzer): Mein erster Atlas (1992)
- Big Book of Knowledge (1992)
- The Monster Book of ABC Sounds (1994)
- The Truth about Cats (1995)
- What Color Is It? What Shape Is It? (1995)
- Here be Monsters! (2005), Teil 1 der Ratbridge Chronicles
als Einzelbände:
  - Pants Ahoy!
Ann Lecker-Chewiwi (Übersetzer): Die Monster von Rattingen: Arthur und die Käsediebe (2009)
  - The Man in the Iron Socks
Ann Lecker-Chewiwi (Übersetzer): Die Monster von Rattingen – Der Mann mit den eisernen Socken (2009)
  - Cheese Galore!
- Wacky Guide to Paper Fun (2007)
- How Dogs Really Work (2009)
- How Cats Really Work (2009)
- Worse Things Happen At Sea (2010), Teil 2 der Ratbridge Chronicles
- How Dinosaurs Really Work (2012)
Ulli und Herbert Günther (Übersetzer): Wie Dinosaurier wirklich funktionierten (2013)
- How Pirates Really Work (2013)